# Nobody 2
Nobody 2 ist eine US-amerikanische Actionkomödie von Regisseur Timo Tjahjanto, der am 15. August 2025 in die US-amerikanischen und sechs Tage später in die deutschen Kinos kommen soll. Es handelt sich um eine Fortsetzung zum Film Nobody (2021), in der Bob Odenkirk abermals den Auftragskiller Hutch Mansell verkörpert. Weitere Hauptrollen übernahmen Connie Nielsen und Sharon Stone.

## Handlung
Die Sommerferien stehen an, weshalb der Auftragskiller Hutch Mansell eine Auszeit von seiner Arbeit nimmt und mit seiner Frau Becca und den gemeinsamen Kindern einen Ausflug in ein Ferienresort macht. Dort stellt sich jedoch schnell heraus, dass die Familie nicht an einem typischen Urlaubsort gelandet, sondern an eine kriminelle Organisation geraten ist.

## Produktion
Nachdem der Actionthriller Nobody (2021) zu einem Überraschungserfolg geworden war und trotz der weltweiten Einschränkungen im Zuge der COVID-19-Pandemie mehr als das Dreifache seines Produktionsbudgets einspielen konnte, sprach Produzent David Leitch im Sommer 2022 von ersten Plänen für eine Fortsetzung. Diese wurde zwei Jahre später von Universal unter dem Titel Nobody 2 offiziell angekündigt, wobei das Drehbuch abermals von Derek Kolstad in Zusammenarbeit mit Aaron Rabin, Umair Aleem und Hauptdarsteller Bob Odenkirk geschrieben wurde. Als neuer Regisseur wurde der für Martial-Arts-Filme und die V/H/S-Fortsetzungen bekannte Indonesier Timo Tjahjanto verpflichtet, da Ilja Naischuller durch den Dreh der Actionkomödie Heads of State (2025) verhindert war. Als Produzenten fungierten neben Leitch und Odenkirk auch Kelly McCormick von 87North, Marc Provissiero und Braden Aftergood.
In der Hauptrolle verkörpert Bob Odenkirk abermals den ehemaligen Auftragskiller Hutch Mansell. Neben ihm kehrten auch Connie Nielsen als seine Ehefrau Becca, Gage Munroe und Paisley Cadorath als die gemeinsamen Kinder Brady und Sammy, Christopher Lloyd als sein Vater David, RZA als Hutchs Bruder Harry, Michael Ironside als Schwiegervater Eddie Williams, Billy MacLellan als Schwager Charlie und Colin Salmon als Hutchs ehemaliger Regierungsberater aus dem Vorgängerfilm zurück. Als neue Antagonistin wurde Sharon Stone verpflichtet. In weiteren Nebenrollen schlossen sich John Ortiz und Colin Hanks der Besetzung an.
Die Dreharbeiten mit Kameramann Callan Green erfolgten von Anfang August bis Ende September 2024 rund um Winnipeg. Zu den Drehorten in der kanadischen Provinz Manitoba zählten unter anderem die Kleinstadt Winnipeg Beach und der Freizeitpark Lilac Resort. Die Filmmusik komponierte Dominic Lewis.
Erstes Bildmaterial wurde Anfang April 2025 auf der CinemaCon vorgestellt, ehe ein Trailer am 13. Mai 2025 veröffentlicht wurde. Die Weltpremiere erfolgte am 11. August 2025 im TCL Chinese Theatre in Los Angeles. Im Anschluss soll Nobody 2 am 15. August 2025 in die US-amerikanischen und sechs Tage später in die deutschen Kinos kommen.

## Kritiken
Nobody 2 konnte 82 % der 60 bei Rotten Tomatoes gelisteten Kritiker überzeugen und erhielt bei Metacritic basierend auf 19 Rezensionen einen Metascore von 58 Punkten.
Zu einem positiven Urteil gelangt Owen Gleiberman von Variety, der Nobody 2 als ebenso absurd bösartig und unterhaltsam wie der Vorgängerfilm bezeichnet. Die Fortsetzung treibe die bereits bekannte Formel dabei auf die Spitze, sei von Timo Tjahjanto aber mit einer derartigen Kitschfreude gedreht, dass der Film über sich selbst lachen könne. Ebenso stelle der Hauptdarsteller Bob Odenkirk abermals seine schauspielerische Qualität unter Beweis, denn durch ihn funktioniere die Cartoon-Dualität zwischen konventionellem Familienvater und seinen gewalttätigen Zügen.
Auch für Franck Scheck vom Hollywood Reporter könne Nobody 2 dank seines rasanten Tempos und großartigen Actionszenen unterhalten, auch wenn die bekannte Formel im Verlauf des Films zunehmend ihre Wirkung verliere. Dem von Derek Kolstad und Aaron Rabin verfassten Drehbuch fehle dabei das Überraschungselement wie im ersten Teil, doch die einfache, aber geniale Prämisse sorge trotzdem für jede Menge Spaß. Regisseur Timo Tjahjanto inszeniere das chaotische Geschehen gekonnt und setze die Mischung aus knochenbrechender Gewalt und Slapstick-Humor perfekt um. Daneben würde insbesondere das Stuntteam mit ihren Kampfchoreografien großes Lob verdienen, während Odenkirk eine beeindruckende Körperlichkeit an den Tag lege.
Kritischere Worte findet hingegen Wilson Chapman in seiner Filmkritik für IndieWire, wo er Nobody 2 als uninspirierte Fortsetzung bezeichnet, die keinerlei Gefühl von Sorgfalt oder Leidenschaft vermitteln könne, sondern wie hastig zusammengeschustert wirke. Die dünne Handlung wärme die zentralen Konflikte des ersten Films dabei einfach faul wieder auf, habe aber keinerlei Interesse daran, die Figuren weiter auszubauen oder herauszufordern. Stattdessen würden Spannungen auf die konfliktfreiste Weise gelöst werden, wodurch es Nobody 2 an Schwung und Persönlichkeit fehle. Das Drehbuch sei gleichzeitig zwischen zwei Genres hin- und hergerissen, doch die Witze seien nicht lustig und die Action uninspiriert. Auch die Darsteller rund um Odenkirk seien seltsam abwesend mit einer völligen Energielosigkeit, während der visuelle Stil überbelichtet und hässlich aussehe.